# Kamienna Góra (Nowa Huta)
Kamienna Góra (kaszb.Kamiennô Gòra) – część wsi Nowa Huta w Polsce, położona w województwie pomorskim, w powiecie kartuskim, w gminie Kartuzy, nad wschodnim brzegiem jeziora Kamiennego. Wchodzi w skład sołectwa Nowa Huta .
W latach 1975–1998 Kamienna Góra administracyjnie należała do województwa gdańskiego.